# Stolpervlotbrug
Stolpervlotbrug is een buurtschap in de gemeente Schagen, in de provincie Noord-Holland.
Stolpervlotbrug is ontstaan nadat nabij De Stolpen een vlotbrug werd neergelegd om het Noordhollandsch Kanaal over te steken.
In 1936 werd de vlotbrug echter buitenwerking gesteld, nadat het Kanaal Stolpen-Kolhorn was aangelegd.
De buurtschap was vroeger bekend om de zuivelfabriek "De Eendracht", die vlak bij de vlotbrug stond.
Burgerbrug · Burgervlotbrug · Callantsoog · Dirkshorn · Eenigenburg · Groenveld · Groote Keeten · Krabbendam · Oudesluis · Petten · 't Rijpje · Schagen · Schagerbrug · Schoorldam (deels) · Sint Maarten · Sint Maartensbrug · Sint Maartensvlotbrug · Stroet · Tjallewal · Tolke (deels) · Tuitjenhorn · Valkkoog · Waarland · Warmenhuizen · 't Zand

Buurtschappen: Abbestede · Avendorp · Bliekenbos · 't Buurtje · De Banne · Burghorn · Cornelissenwerf · Dijkstaal · Grootven · Grotewal · Het Korfwater · De Hale · Hemkewerf · Huiskebuurt · Kalverdijk · Keinse · Keinsmerbrug · Kerkbuurt · Lagedijk · Leihoek · Mennonietenbuurt · Nes · Schagerwaard · Sint Maartenszee · Slootgaard · De Stolpen · Stolpervlotbrug · Vennik (deels) · 't Wad · De Weel (deels) · Woudmeer · Zijbelhuizen · Zijpersluis